# واشینگتن (نبراسکا)
واشینگتن(به انگلیسی: Washington) شهری در ایالت نبراسکا کشور ایالات متحده آمریکا است که جمعیت آن در سرشماری سال ۲۰۱۰ میلادی، ۱۵۰ نفر بوده‌است.